# Torre del Bierzo
Torre del Bierzo é um município da Espanha na província de León, comunidade autónoma de Castela e Leão, de área 119,50 km² com população de 2714 habitantes (2007) e densidade populacional de 22,90 hab/km².

## Demografia
| Variação demográfica do município entre 1991 e 2004 | Variação demográfica do município entre 1991 e 2004 | Variação demográfica do município entre 1991 e 2004 | Variação demográfica do município entre 1991 e 2004 |
| --------------------------------------------------- | --------------------------------------------------- | --------------------------------------------------- | --------------------------------------------------- |
| 1991                                                | 1996                                                | 2001                                                | 2004                                                |
| 3609                                                | 3399                                                | 2782                                                | 2736                                                |